# Прочность бумаги по Деннисону
Прочность бумаги по Деннисону — метод определения прочности бумаги на выщипывание путём использования специальных восковых палочек разной клейкости. Название происходит от фамилии основателей американской бумажной фабрики Dennison Manufacturing (ныне часть Avery Dennison), разработавших этот метод.

## Суть метода
Подобранные опытным путём восковые палочки разогревают с одного конца до степени плавления воска и наносят на тестируемый бумажный лист. После момента остывания, приклеенный образец отделяют на разрыв и определяют момент выщипывания по факту. Палочки низкой клейкости отделяются без нарушения верхнего слоя бумажного волокна, маркеры высокой клейкости работают на разрыв бумажных волокон. Таким образом, прочность бумаги по методу Деннисона, с использованием восковых образцов, имеет номера от 1 до 18 по их количеству. Офисная бумага как правило имеет порядковый номер 14 .